# Jayro Bustamante
Jayro Bustamante (Ciudad de Guatemala, 7 de mayo de 1977) es un director de cine, guionista y productor de cine guatemalteco.

## Trayectoria
Nació en Ciudad de Guatemala en 1977 y desde pequeño vivió en la comunidad maya de Sololá, en Panajachel cerca del Lago de Atitlán. Posteriormente estudió comunicación y publicidad en la Universidad de San Carlos de Guatemala. Empezó su carrera como director de anuncios publicitarios en la agencia internacional de Ogilvy & Mather.
Su siguiente meta fue París donde estudió cine en el Conservatorio libre del cine francés (CLCF) y en el Centro Experimental de Cine de Roma. Regresó a Francia y trabajó como docente en la universidad La Sorbona de París y como creador visual en moda para la casa Dior.
En 2009 regresó a Guatemala donde fundó una productora junto a Marina Peralta, La Casa de Producción, desde donde ha producido la mayoría de sus trabajos: Usted (2009) y el documental Au détour des murs, les rostros d’une cité (2010) o Ixcanul (2015) trabajo con el que se convirtió en el primer director de cine guatemalteco con una película seleccionada para competir oficialmente en el Festival de Cine de Berlín y logró el premio Alfred Bauer.
En 2015 escribió un libro pedagógico para niños “Cuando sea Grande, Cómo hacer un cortometraje”.
En 2017 fundó la Sala de Cine en el Centro Cultural Miguel Ángel Asturias, el primer espacio de cine independiente de Guatemala.
Sus primeros tres largometrajes son una trilogía que se enfrenta a los tres agravios más populares en Guatemala: (‘indio’, en relación con las comunidades indígenas, ‘hueco’, empleado para los homosexuales, y ‘comunista’, para los defensores de derechos y libertades de la Humanidad). Los plantea desde la militancia de la defensa de los Derechos Humanos. Con Ixcanul, plantea la situación de las indígenas guatemaltecas.  En 2019 estrenó otras dos películas: Temblores en la que aborda la homofobia y el machismo a través de la historia sobre un hombre gay anulado por su entorno y sometido a las llamadas 'terapias de conversión' que practica la iglesia. En septiembre de 2019 estrenó en Venecia su tercera película, La Llorona, llevándose el premio de Mejor director de la Giornata degli Autori. El estreno americano fue en el Festival internacional de Toronto. La película fue presentada en la Berlinale y premiada en Toulouse.  En 2019 participó en el 67 Festival de San Sebastián presentando estas dos películas en la sección de Horizontes Latinos.
En 2019 creó la Fundación Ixcanul que tiene como objetivo utilizar el cine como herramienta de impacto y de cambio social. Desde la fundación trabaja especialmente en la difusión de cine con contenido para las poblaciones que no tienen acceso al cine. La fundación apoya también la producción de cine dirigido por otros autores guatemaltecos.
Bustamante ha sido además jurado en varios festivales: Berlinale 2016, Festival de Cine de Bruselas 2018, Festival de Biarritz 2018, Premios Platino y Premios Fénix, y Festival de Cine Los Cabos.
A comienzos de 2021, su película La Llorona fue incluida por la Academia de las Artes y las Ciencias Cinematográficas estadounidense en la "shortlist" (lista corta) para la categoría Mejor Película Internacional de los Premios Oscar de ese año. La shortlist estuvo integrada por quince largometrajes de diversos países a partir de los cuales se eligió a las cinco películas Nominadas al premio.

## Premios y reconocimientos
- Premio Alfred Bauer con Ixcanul.
- Oso de Plata en el Festival de Berlín por Ixcanul.
- Premio de Mejor director de la Giornata degli Autori por La Llorona (2019).
- Premio a la Mejor Película Extranjera de la National Board of Review por La Llorona (2019).
- Premio a la Mejor Producción en el Festival Ícaro a mejor Producción La Llorona (2020)
- Nominado al Globo de Oro Mejor película de habla no inglesa La Llorona  (2021)
- Premio a la Mejor Película Internacional en Latino Entertainment Journalists Association La Llorona (2021)
- Premio a Mejor Película Internacional de los Satellite Awards La Llorona (2021)

## Filmografía

### Director
- Varios spots publicitarios y films institucionales.
- Es cuestión de trapos (ficción)
- Usted (ficción)
- Cuande sea grande (ficción)
- Au détour des murs, les visages d’une cité HLM 93 documental.
- Semillas de cambio, serie de 12 mini documentales.
- 2006 : Tout est question de fringues (corto de animación)
- 2009: Usted
- 2012 : Cuando sea grande (corto de ficción)
- 2015 : Ixcanul
- 2017: Semillas de cambio
- 2019 : Temblores
- 2019 : La Llorona
- 2024: Rita
- 2025: Palacio[11]

### Productor
- 2006 : Tout est question de fringues (corto de animación)
- 2009: Usted
- 2012 : Cuando sea grande (corto de ficción)
- 2015 : Ixcanul
- 2017: Semillas de cambio
- 2019 : Temblores
- 2019 : La Llorona
- 2021: 1991
- 2024: Rita[12]

## Premios y distinciones
Festival Internacional de Cine de San Sebastián
| Año  | Categoría                                      | Película   | Resultado |
| ---- | ---------------------------------------------- | ---------- | --------- |
| 2014 | Premios Cine en Construcción-Mención especial  | Ixcanul    | Ganador   |
| 2018 | Premio EFAD (Desarrollo América Latina-Europa) | La Llorona | Ganador   |